# Ole Evenrud
Ole Evenrud (født 17. november 1962) er en norsk musiker, sanger, sangskriver og producer. Han var særligt populær i 1980'erne under navnet Ole i'dole. Sidenhen har han hovedsageligt fungeret som musikproducer.
Han var leder for A&R-afdelingen i Polygram Norway fra 1993 til 1998, hvorefter han blev producer på fuld tid, men fortsatte som leder for Universal A&R frem til 2000. Siden har Evenrud succesfuldt produceret musik for mange teenpop og bubblegum dance-grupper som A*Teens, Creamy og Little Trees.
I 2003 og 2005 var han dommer i den norske udgave af talentprogrammet Idol på TV 2. I efteråret 2012 var han dommer i NRKs musikkonkurrence Stjernekamp sammen med Mona B. Riise.

## Diskografi

### Albums
- 1980 - New Voice of Big Noise
- 1982 - Blond og billig
- 1985 - Popaganda
- 1986 - Idolator
- 1987 - This Ole Town
- 1989 - One Size Fits All
- 2005 - Høy og mørk
- 2006 - One Size Fits All (remastered) (inklusive bonustracks)

### Singler
- 1982 - "Det vakke min skyld"
- 1984 - "Sayonara"
- 1985 - "Ayatollah"
- 1986 - "X-Ray Specs"
- 1987 - "This town ain't big enough for the both of us"
- 1990 - "I natt er verden vår"